# Championnat du pays de Galles de football 2009-2010
Navigation
Saison précédente Saison suivante
La saison 2009-2010 de Welsh Premier League est la dix-huitième édition de la première division galloise.
Lors de cette saison, le Rhyl FC va tenter de conserver son titre de champion face aux dix-sept meilleurs clubs gallois lors d'une série de matchs se déroulant sur toute l'année.
Les dix-huit clubs participants au championnat vont être confrontés à deux reprises aux dix-sept autres.
Trois places sont qualificatives pour les compétitions européennes, la quatrième place étant celles du vainqueur de la Coupe du pays de Galles 2009-2010.

## Qualifications en coupe d'Europe
À l'issue de la saison, le champion se qualifie pour le 2e tour de qualification des champions de la Ligue des champions 2010-2011.
Alors que le vainqueur de la Coupe du pays de Galles prendra la première des trois places en Ligue Europa 2010-2011, les deux autres places reviendront au deuxième et au troisième du championnat. Il est à noter que ces deux dernières places ne qualifie que pour le premier tour de qualification, et non pour le deuxième comme la précédente. Aussi si le vainqueur de la coupe fait partie des trois premiers, les places sont décalées et la dernière place revient au finaliste de la coupe. Si ce dernier club fait lui-même partie des trois premiers, la dernière place revient au quatrième du championnat.

## Les 18 clubs participants
| \| Aberystwyth Town Airbus UK Bala Town Bangor City Caersws FC Carmarthen Town Cefn Druids Connah's Quay Nomads Haverfordwest County Llanelli AFC Neath FC Newtown AFC Port Talbot Town Porthmadog FC Prestatyn Town Rhyl FC The New Saints Welshpool Town \| Localisation des clubs engagés dans le championnat. |
| Aberystwyth Town Airbus UK Bala Town Bangor City Caersws FC Carmarthen Town Cefn Druids Connah's Quay Nomads Haverfordwest County Llanelli AFC Neath FC Newtown AFC Port Talbot Town Porthmadog FC Prestatyn Town Rhyl FC The New Saints Welshpool Town                                                           |

| Club                                           | Stade                | Capacité | Ville         |
| ---------------------------------------------- | -------------------- | -------- | ------------- |
| Aberystwyth Town Football Club                 | Park Avenue Ground   | 2100     | Aberystwyth   |
| Airbus UK Football Club                        | Airbus UK            | 1000     | Broughton     |
| Bala Town Football Club                        | Maes Tegid           | -        | Bala          |
| Bangor City Football Club                      | Farrar Road          | 1500     | Bangor        |
| Caersws Football Club                          | Recreation Ground    | 3500     | Caersws       |
| Carmarthen Town Football Club                  | Richmond Park        | 3000     | Carmarthen    |
| Connah's Quay Nomads Football Club             | Halfway Ground       | 3000     | Connah's Quay |
| Elements Cefn Druids Association Football Club | Plaskynaston Lane    | 2500     | Wrexham       |
| Haverfordwest County Football Club             | Newbridge Meadow     | 2000     | Haverfordwest |
| Llanelli Association Football Club             | Stebonheath Park     | 3700     | Llanelli      |
| Neath Football Club                            | The Gnoll            | 7000     | Neath         |
| Newtown Association Football Club              | Latham Park          | 4300     | Newtown       |
| Port Talbot Town Football Club                 | Victoria Road Ground | 2000     | Port Talbot   |
| Porthmadog Football Club                       | Y Traeth             | 4000     | Porthmadog    |
| Prestatyn Town Football Club                   | Bastion Road         | 1000     | Prestatyn     |
| Rhyl Football Club                             | Belle Vue            | 4000     | Rhyl          |
| The New Saints Football Club                   | Park Hall            | 2000     | Oswestry      |
| Welshpool Town Football Club                   | Maes Y Dre           | 3000     | Welshpool     |

## Compétition
Le classement est établi sur le barème de points classique (victoire à 3 points, match nul à 1, défaite à 0).
Pour départager les égalités, on tient d'abord compte de la différence de buts générale, puis du nombre de buts marqués, puis des confrontations directes et enfin si la qualification ou la relégation est en jeu, les deux équipes jouent une rencontre d'appui sur terrain neutre.

### Classement
| Rang | Équipe               | Pts | J  | G  | N  | P  | Bp | Bc | Diff |
| ---- | -------------------- | --- | -- | -- | -- | -- | -- | -- | ---- |
| 1    | The New Saints FC    | 82  | 34 | 25 | 7  | 2  | 69 | 13 | +56  |
| 2    | Llanelli AFC         | 80  | 34 | 25 | 5  | 4  | 79 | 26 | +53  |
| 3    | Port Talbot Town     | 65  | 34 | 19 | 8  | 7  | 56 | 23 | +33  |
| 4    | Aberystwyth Town     | 64  | 34 | 19 | 7  | 8  | 54 | 41 | +13  |
| 5    | Bangor City (C)      | 63  | 34 | 19 | 6  | 9  | 75 | 45 | +30  |
| 6    | Rhyl FC              | 62* | 34 | 18 | 8  | 8  | 74 | 43 | +31  |
| 7    | Airbus UK            | 49  | 34 | 12 | 13 | 9  | 49 | 37 | +12  |
| 8    | Prestatyn Town       | 48  | 34 | 12 | 12 | 10 | 53 | 53 | 0    |
| 9    | Neath FC             | 47  | 34 | 12 | 11 | 11 | 41 | 38 | +3   |
| 10   | Carmarthen Town      | 45  | 34 | 12 | 9  | 13 | 45 | 38 | +7   |
| 11   | Bala Town            | 45* | 34 | 12 | 9  | 13 | 39 | 47 | -8   |
| 12   | Haverfordwest County | 44* | 34 | 11 | 11 | 12 | 47 | 43 | +4   |
| 13   | Newtown AFC          | 41* | 34 | 10 | 11 | 13 | 54 | 57 | -3   |
| 14   | Connah's Quay Nomads | 41  | 34 | 11 | 8  | 15 | 31 | 42 | -11  |
| 15   | Porthmadog FC        | 24  | 34 | 6  | 6  | 22 | 23 | 66 | -43  |
| 16   | Welshpool Town       | 23  | 34 | 6  | 5  | 21 | 30 | 70 | -40  |
| 17   | Caersws FC           | 13  | 34 | 3  | 4  | 27 | 26 | 94 | -68  |
| 18   | Cefn Druids          | 9   | 34 | 1  | 6  | 27 | 16 | 77 | -61  |

| Légende : Qualifications et relégations | Légende : Qualifications et relégations                                                      |
| --------------------------------------- | -------------------------------------------------------------------------------------------- |
|                                         | Ligue des champions 2009-2010, deuxième tour de qualification                                |
|                                         | Ligue Europa 2010-2011, premier tour qualificatif                                            |
|                                         | Ligue Europa 2010-2011, deuxième tour qualificatif                                           |
|                                         | Relégation en deuxième division                                                              |
|                                         | (T) : Tenant du titre (C) : Vainqueur de la Coupe du pays de Galles de football (P) : Promus |

- 8 équipes devaient initialement être reléguées du fait de la réduction du championnat à 12 clubs.

- Tout d'abord, le Rhyl FC est relégué puisqu'il n'a pas obtenu sa licence pour la saison 2010-2011 ce qui repêche le 11e qui est Bala Town.

- Les 12e et 13e qui sont respectivement Haverfordwest County et Newtown AFC sont maintenus puisque les équipes de Llangefni Town vainqueur de la Cymru Alliance League et Afan Lido 3e de la Welsh First Division n'ont pas eu leur licence pour évoluer parmi l'élite.

## Bilan de la saison
| Tableau d'Honneur       |                   |
| Compétition             | Vainqueur         |
| Welsh Premier League    | The New Saints FC |
| Coupe du pays de Galles | Bangor City       |
| Coupe de la Ligue       | The New Saints FC |

| Qualifications européennes 2010-2011   |                                             |
| Ligue des champions                    | Qualifiés                                   |
| 2e tour de qualification des champions | The New Saints FC                           |
| Ligue Europa                           | Qualifiés                                   |
| 2e tour de qualification               | Bangor City                                 |
| 1er tour de qualification              | Llanelli AFC Port Talbot Town Porthmadog FC |

| Promotions et relégations                                          |                                                                        |
| Relégués en Cymru Alliance League Relégués en Welsh First Division | Bangor City Connah's Quay Nomads Welshpool Town Caersws FC Cefn Druids |
| Promus de Cymru Alliance League Promus de Welsh First Division     | -                                                                      |

## Statistiques

### Meilleurs buteurs
Source: welsh-premier.com
| Rang | Joueur              | Club                 | Buts |
| ---- | ------------------- | -------------------- | ---- |
| 1    | Rhys Griffiths      | Llanelli AFC         | 30   |
| 2    | Jamie Reed          | Bangor City          | 24   |
| 3    | Chris Sharp         | The New Saints       | 23   |
| 4    | Matthew Williams    | Rhyl FC              | 20   |
| 5    | Luke Bowen          | Aberystwyth Town     | 17   |
| 6    | Marc Lloyd-Williams | Airbus UK            | 16   |
| 6    | Martin Rose         | Port Talbot Town     | 16   |
| 8    | Mark Connolly       | Rhyl FC              | 15   |
| 8    | Lee Hunt            | Bangor City          | 15   |
| 10   | Jack Christopher    | Haverfordwest County | 14   |
| 10   | Andy Moran          | Prestatyn Town       | 14   |
| 10   | Craig Stiens        | Neath FC             | 14   |